# Сенець (струмок)
Сенець — струмок в Україні, у Путильському районі Чернівецької області, правий доплив Лопушни (басейн Дунаю).

## Опис
Довжина струмка приблизно 4 км. Формується з багатьох безіменних струмків.

## Розташування
Бере початок на південному сході від хребта Максимець. Тече переважно на південний захід і на південному сході від села Голошина впадає у річку Лопушну, праву притоку Білого Черемошу.